# Amplification (rhétorique)
Pour les articles homonymes, voir Amplification.
L’amplification est une stratégie qui consiste à mettre un sujet en exergue en faisant ressortir son importance, ou, dans le cas du blâme et de la louange, sa beauté ou son horreur. L’amplification utilise des procédés rhétoriques, des figures de style, des effets lexicaux, grammaticaux ou déclamatoires et puise dans les lieux communs afin de jouer sur les émotions de l’auditoire. 

## De l’usage de l'amplification dans l'art oratoire selon les auteurs antiques
On connaît les procédés rhétoriques de deux façons, soit par les discours qui les mettent en œuvre, soit par les manuels de rhétorique. Des manuels antiques, peu ont survécu, mais plusieurs textes font autorité encore aujourd'hui. Selon La Rhétorique d’Aristote (vers 332 av. J.-C.), qui distingue trois genres de discours, judiciaire, délibératif et épidictique, le procédé de l’amplification est particulièrement adapté au discours épidictique, qui convient par exemple aux oraisons funèbres ou aux panégyriques. 
L’auteur anonyme de La Rhétorique à Herennius (vers 100-85 av. J.-C.) n’exclut pas l'usage de l’amplification dans le discours judiciaire, mais en restreint alors l’usage à la péroraison, entre le résumé et l’appel aux sentiments de l'auditoire : « L'amplification est une partie où l'on emploie le lieu commun pour émouvoir les auditeurs. Les lieux communs se tireront très commodément de dix formules propres à faire paraître l'accusation plus importante ». Suit une liste de procédés devenus des classiques du prétoire : l’avocat peut citer les personnages fameux qui se sont penchés sur cette question, mettre en exergue l'ampleur d'un crime en soulignant l'importance des victimes (nombre ou qualité), supputer les conséquences désastreuses et l'effet d'encouragement que son impunité aurait sur d'autres criminels, insister sur l’importance que revêt l’irréversibilité du jugement présent, fatale en cas d’erreur, arguer de circonstances aggravantes comme la préméditation, monter en épingle l'atrocité du crime, comparer ce crime à d’autres moins graves ou excusables. 
Dans le discours délibératif, qui pèse le pour et le contre, l’amplification servira à donner plus de poids au parti que l'orateur souhaite défendre, alors que des procédés dépréciatifs exciteront dans l’auditoire le rejet du parti adverse. Dans le discours épidictique enfin, l’auteur conseille d’intercaler « de fréquentes et brèves amplifications, par lieux communs ».
Cicéron mentionne l'amplification dans plusieurs textes. Pour lui également, elle a pour objet d'exciter l'émotion : «  faire naître ou [..] exalter les passions, c'est le but de l'amplification.» Dans le Dialogue sur les partitions, il n'en exclut pas l'usage dans les différentes parties mais insiste sur son importance dans la péroraison : « La péroraison se divise en deux parties, l'amplification et la récapitulation. C'est en effet à la péroraison que l'amplification appartient en propre. »

## L'amplification dans la performance
Les procédés rhétoriques ne sont pas seulement liés au discours, mais à la façon dont celui-ci est prononcé. Selon l’auteur de La Rhétorique à Herennius, le ton de l’orateur devra être adapté à l’amplification, il sera donc déclamatoire à ces moments du discours. Cicéron note lui aussi : « Tel est le langage de l'amplification : on y joindra l'accent, le geste, le jeu de la physionomie le plus propre à émouvoir. »

## Les procédés propres à l’amplification
L’amplification dispose de multiples stratégies : « elle entasse et développe les définitions, les conséquences, les contrastes nés de la diversité, de l'opposition de l'incompatibilité des idées ; les causes, les effets, les similitudes, les exemples ; met en scène les personnes, fait parler même les choses ; et, toujours à la hauteur de son sujet, s'élève au besoin jusqu'au sublime. »
Dans le chapitre qu'il consacre à l'amplification, Quintilien oppose l'amplification, ou l'exagération, à l’atténuation. Il distingue quatre procédés d’amplification : par accroissement (le choix des mots, l’ajout d’augmentatifs), par comparaison, par induction et par accumulation.  
L’amplification peut avoir recours à des procédés tels que la répétition, notamment la gradation, la variation sur un même thème par le biais d'anaphores ou de comparaisons, l’accumulation de détails.

### Exemple
Dans ce passage du Cid de Corneille, par exemple, Don Diègue utilise le procédé de l'amplification pour brosser un portrait du père de Chimène ; il souhaite le présenter comme un adversaire dont la défaite couronnerait son vainqueur de gloire, mais que son fils peut avoir scrupule à affronter : 
«Je l'ai vu, tout couvert de sang et de poussière,

Porter partout l'effroi dans une armée entière.

J'ai vu par sa valeur cent escadrons rompus ;

Et pour t'en dire encor quelque chose de plus,

Plus que brave soldat, plus que grand capitaine,

C'est...
  De grâce, achevez !
        Le père de Chimène
Ce passage d’amplification emploie l'anaphore (Je l'ai vu, j'ai vu), la gradation (brave soldat, grand capitaine), l'accumulation (tout couvert de sang et de poussière), l'hyperbole (par sa valeur cent escadrons rompus) et l’induction (C'est .... le père de Chimène).